# Semiramis Pekkan
Semiramis Pekkan (Istanbul, 30 settembre 1948) è un'attrice e cantante turca.

## Biografia
Il padre era un ufficiale e la madre casalinga, era la più piccola della famiglia Pekkan. Sua sorella Ajda Pekkan è anche lei cantante, Semiramis ha iniziato la sua carriera nel 1964 con il film ç Kara Memed Aj diretto da Tunç Başaran. Semiramis Pekkan è apparsa in molti film, ha lavorato come ospite nello Stage Stage tra il 1965 e il 1966 a Istanbul. Semiramis Pekkan, ha concluso con il cinema e la musica dopo essersi sposata. L'artista ha inciso tre album in studio per un totale di 45 album, tutti etichettati come musica di Columbia, Odeon e Kervan. 

## Discografia
- Bu Ne Biçim Hayat (Those Were The Days) / İçelim Kendimizden Geçelim (Columbia-1968)
- Olmaz Bu İş Olamaz / Samanlık Seyran Olur (Columbia-1968)
- Köy Düğünü / Tanrı Verdi Çalmadım Ki (Columbia-1968)
- Ne Geçti Elime / Eski Sandal (Columbia-1969)
- Ben Böyleyim / Bir Dost Ararım (Columbia-1969)
- Vur Patlasın Çal Oynasın / Bile Bile (Odeon-1970)
- Eskisi Gibi Değilim / Dert Ortağım (Odeon-1970)
- Ararım Sorarım / Bir Gün Elime Düşersin (Odeon-1970)
- Senden Vazgeçmem / Sen Ne Dersinde Olmaz (Odeon-1971)
- Gülelim Sevelim / O Karanlık Gecelerde (Odeon-1971)
- Bu Gece Kaçır Beni / Keyfine Bak (Odeon-1972)
- Düşmanlarım Çatlasın / İndim Yarin Bahçesine (Odeon-1972)
- Çöpçatan / Sevgilim Dermisin (Kervan-1973)
- Sen Hayatsın Ben Ömür / Ya O Ya Ben (Kervan-1974)
- Neydi Neydi Ne / Ne İsen (Kervan-1974)
- Unuttu Unuttu / Bana Yalan Söylediler (Kervan-1974)
- Doğum Günün Kutlu Olsun / İki Kere Ağlamışım (Kervan-1975)
- İyiler Kötüye Düşer / O Var Ya (Kervan-1975)

### Album
- 1970: Semiramis (1970)
- 1972: Semiramis (1972)
- 1975: Semiramis (1975)